# オドレー・チュメオ
オドレー・チュメオ（Audrey Tcheuméo, 1990年4月20日- ）は、フランスのボンディ出身の柔道家。階級は78kg級。身長177cm。柔道初段を取得。

## 人物
チュメオの父親はサッカーカメルーン代表のディフェンダー、母親もハンドボールのカメルーン代表として活躍していた。また、チュメオの腹違いの姉であるアントワネット・ナナ・ジムーは七種競技で北京オリンピックのフランス代表となり、2011年にはヨーロッパ室内選手権で優勝を果たして、世界陸上でも7位となった。
14歳の時から柔道を始めて、それまではサッカーやボクシングなどに取り組んでいた。柔道を始めて間もないジュニアの頃から国際大会では活躍して、2008年の世界ジュニアでは2位となった。さらにシニアの大会でも活躍するようになるが、2010年の世界選手権では初戦でドイツのハイデ・ウォラートに一本負けを喫した。その後は再び国際大会で活躍して、2011年にパリで開催された世界選手権では決勝で日本の緒方亜香里に一本勝ちして優勝を果たした。
2012年7月のロンドンオリンピックでは準決勝で地元イギリスの伏兵であるジェマ・ギボンズに一本負けを喫した。しかし、その後の3位決定戦ではハンガリーのヨー・アビゲールを破り銅メダルを獲得した。2013年の世界選手権では3位に終わり、2014年の世界選手権では決勝でブラジルのマイラ・アギアルに技ありで敗れて2位だった。世界団体では優勝を飾った。2015年の世界選手権では5位だった。2016年に迎えたリオデジャネイロオリンピックでは決勝まで進むも、アメリカのケイラ・ハリソンに腕挫十字固で敗れて銀メダルに終わった。2017年にはグランドスラム・パリとヨーロッパ選手権で優勝したが、世界選手権では7位に終わった。その後は際立った活躍は見られなかったが、2023年にはグランドスラム・パリとグランドスラム・アンタルヤで立て続けに優勝を飾った。世界選手権では準々決勝でオリンピックチャンピオンの濵田尚里を合技で破るなどして決勝まで進むと、イスラエルのインバル・ラニルに浮落で敗れたものの33歳ながら2位となった。2024年のヨーロッパ選手権では34歳にして優勝を飾った。しかし、地元で開催されたパリオリンピックには出場できなかった。
IJF世界ランキングは3436ポイント獲得で5位(25/2/3現在)。

## 主な戦績
- 2008年 - フランスジュニア国際　3位
- 2008年 - ヨーロッパジュニア柔道選手権大会　優勝
- 2008年 - 世界ジュニア　2位
- 2009年 - フランスジュニア国際　3位
- 2009年 - ヨーロッパジュニア柔道選手権大会　優勝
- 2009年 - ヨーロッパU23柔道選手権大会　優勝
- 2010年 - グランプリ・チュニス　優勝
- 2010年 - グランドスラム・リオ　3位
- 2010年 - グランドスラム・モスクワ　2位
- 2010年 - グランプリ・ロッテルダム　2位
- 2010年 - グランドスラム・東京　優勝
- 2011年 - ワールドマスターズ　5位
- 2011年 - グランドスラム・パリ　優勝
- 2011年 - ヨーロッパ選手権　優勝
- 2011年 - グランドスラム・リオ　3位
- 2011年 - 世界選手権　優勝
- 2012年 - グランドスラム・パリ　3位
- 2012年 - ワールドカップ・ワルシャワ　優勝
- 2012年 - ヨーロッパ選手権　2位
- 2012年 -　ロンドンオリンピック　3位
- 2013年 - ヨーロッパオープン・ソフィア　優勝
- 2013年 - グランプリ・マイアミ　優勝
- 2013年 - 世界選手権　3位
- 2013年 - グランプリ・アブダビ　優勝
- 2014年 - グランドスラム・パリ　3位
- 2014年 - グランプリ・デュッセルドルフ　3位
- 2014年 - ヨーロッパ選手権　個人戦　優勝　団体戦　優勝
- 2014年 - 世界選手権　2位
- 2014年 - 世界団体　優勝
- 2014年 - グランプリ・チェジュ　優勝
- 2015年 - グランプリ・デュッセルドルフ　2位
- 2015年 - ワールドマスターズ　3位
- 2015年 - 世界選手権 5位
- 2015年 - グランドスラム・パリ　優勝
- 2015年 - グランプリ・青島　2位
- 2015年 - グランプリ・チェジュ　優勝
- 2016年 - グランプリ・デュッセルドルフ　優勝
- 2016年 - グランプリ・サムスン　2位
- 2016年 - ヨーロッパ選手権　優勝
- 2016年 - リオデジャネイロオリンピック 2位
- 2017年 -　グランドスラム・パリ　優勝
- 2017年 - ヨーロッパ選手権　優勝
- 2017年 - ヨーロッパオープン・クルジュ＝ナポカ　2位
- 2017年 - 世界選手権　7位
- 2017年 -　グランドスラム・東京　3位
- 2017年 -　ワールドマスターズ　7位
- 2018年 -　グランドスラム・パリ　優勝
- 2018年 - グランプリ・トビリシ　優勝
- 2018年 - ヨーロッパ選手権　2位
- 2018年 - グランプリ・ザグレブ　3位
- 2019年 - グランドスラム・ブラジリア　3位
- 2019年 - ワールドマスターズ　2位
- 2020年 -　グランドスラム・ブダペスト 優勝
- 2021年 -　ヨーロッパ選手権　5位
- 2021年 -　世界軍人選手権大会　優勝
- 2022年 -　グランドスラム・パリ　優勝
- 2022年 -　グランドスラム・アンタルヤ　3位
- 2022年 -　グランドスラム・トビリシ 5位
- 2022年 -　ワールドマスターズ　2位
- 2023年 -　グランドスラム・パリ　優勝
- 2023年 -　グランドスラム・アンタルヤ　優勝
- 2023年 -　世界選手権　2位
- 2024年 - ヨーロッパ選手権　優勝
- 2024年 - 世界選手権　5位
- 2025年 - グランドスラム・パリ　3位
- 2025年 - ヨーロッパ選手権　5位

(出典、JudoInside.com)